# Poslanica kralja Matije Korvina hrvatskim staležima 18. listopada 1477.
poslanica kralja Matije Korvina hrvatskim staležima 18. listopada 1477. bio je povijesni dokument hrvatsko-ugarskog kralja Matije Korvina hrvatskim staležima, izdan nadnevka 18. listopada 1477. u Korneuburgu.
Ovim je dokumentom kralj Kraljevini Hrvatskoj podijelio pravo samoj upravljati zemaljskom obranom svojom. Sabor je dobio pravo birati zemaljskoga kapetana, koji će voditi vojsku hrvatsku. Budući da je u tih nekoliko godina Hrvatska mnogo pretrpila od ratova, pljačkaških upada i slično, kralj je kroz četiri godine Hrvatskoj oprostio svaki porez, radi što uspješnijeg hrvatskog odbijanja provale turske.
Isprava je polučila dobre posljedice. Tri mjeseca poslije, 20. siječnja 1478. Hrvati su se stali na saboru u Zdencima i iskoristili svoje pravo samostalnog odlučivanja o obrani Hrvatske. Ovdje se točno ustanovilo kako će Hrvatska suzbijati Turke, a dobro sprovedena odluka i odriješene ruke u samostalnom odlučivanju polučile su uspjeh, kad su 1478. hrvatske snage razbile osmanske snage nakon pljačkaškog pohoda po Kranjskoj.